# 慢性牙周炎
慢性牙周炎是一種牙周炎，也是一种常见的口腔疾病。當牙周组织內出現大量牙菌斑時就會有慢性炎症。在美国，大约35%的成年人（30-90 岁）會受到慢性牙周炎影响。 吸烟、不注意口腔卫生等因素都會引發慢性牙周炎。
及早诊断出慢性牙周炎非常重要，因為這樣可以防止牙齿遭受严重和不可逆转的损害。然而由于患者在慢性牙周炎早期階段感覺不到痛，很少有患者会在早期阶段就去就診。